# Pánico (EP)
Pánico o como lo conocen los fanes, Bruce Lee o Paniko contra los marcianos, es el Primer Ep lanzado el año 1994 por la banda Franco-Chilena Pánico. Fue grabado por José Luis Corral y masterizado por Jaime Valbuena. Tornamesa y scratch por DJ Cogollo. 

## Canciones
1. "No me digas que no si quieres decirme que si" – 2:30
2. "Yendo al hipermercado" – 2:05
3. "Una revolución en mi barrio" – 2:05
4. "Autobrillante" – 1:15
5. "Fútbol" – 2:32

- Datos: Q6093704